# Mīrīseh
Mīrīseh (persiska: میریسه) är en ort i Iran.   Den ligger i provinsen Västazarbaijan, i den nordvästra delen av landet, 500 km väster om huvudstaden Teheran. Mīrīseh ligger 1 621 meter över havet och antalet invånare är 268.
Terrängen runt Mīrīseh är huvudsakligen kuperad, men åt nordväst är den bergig. Mīrīseh ligger nere i en dal. Runt Mīrīseh är det ganska tätbefolkat, med 60 invånare per kvadratkilometer. Närmaste större samhälle är Mūsālān, 19,7 km sydväst om Mīrīseh. Trakten runt Mīrīseh består i huvudsak av gräsmarker.